# ديفيد أندرسون (منافس ألعاب قوى)
ديفيد أندرسون (بالإنجليزية: David Anderson) هو منافس ألعاب قوى أسترالي، ولد في 8 ديسمبر 1965.

## وصلات خارجية
- ديفيد أندرسون على موقع الاتحاد الدولي لألعاب القوى (الإنجليزية)
- ديفيد أندرسون على موقع النتائج التاريخية لألعاب القوى الأسترالية (الإنجليزية)
- ديفيد أندرسون على موقع اللجنة الأولمبية الدولية (الإنجليزية)
- ديفيد أندرسون على موقع أوليمبيديا (الإنجليزية)
- ديفيد أندرسون على موقع اللجنة الأولمبية الأسترالية (الإنجليزية)